# 仙后座θ
仙后座θ，又名BD+54 236，HD 6961、SAO 22070、HR 343，是仙后座的一颗恒星，视星等为4.33，位于銀經125.76，銀緯-7.61，其B1900.0坐标为赤經1h 5m 0.5s，赤緯+54° -7.61′ 5″。